# Cigányfalva
Cigányfalva (románul: Țigăneștii de Criș) település Romániában, a Partiumban, Bihar megyében.

## Fekvése
Az Érchegység alatt, a laksági völgyben, Élesdtől nyugatra fekvő település.

## Története
Cigányfalva nevét 1588-ban említette először oklevél Cziganfalwa néven.
1808-ban Czigányfalva, Cziganyesti, 1888-ban Cziganyesd, 1913-ban Cigányfalva néven írták. A 18. század második és a 19. század első felében a Ferdényi, gróf Batthyány, gróf Zichy, Lakatos és Petrás családok  birtoka volt. A 20. század elején gróf Zichy Jenő volt a nagyobb birtokosa. 1910-ben 543 lakosából 21 magyar, 25 szlovák, 491 román volt. Ebből 40 római katolikus, 11 görögkatolikus, 480 görög keleti ortodoxvolt. 

A trianoni békeszerződés előtt Bihar vármegye Élesdi járásához tartozott.

## Nevezetességek
- Görög keleti fatemploma - 1600 körül épült.